# Тихи кутак Христов
Тихи кутак Христов је српски документарни и биографски филм из 2017. године. Режију и сценарио за филм радио је Радислав Јеврић. Филм говори о животу светитеља Мардарија Ускоковића, првог америчко-канадског владике. Премијера филма била је у Либертивилу у Илиноису, 14. јула 2017. године.
Приповедач у филму био је Високопреосвећени Митрополит Амфилохије Радовић.

## Улоге
| Глумац            | Улога               |
| ----------------- | ------------------- |
| Радивоје Буквић   | Мардарије Ускоковић |
| Вук Бубало        | Иван (дете)         |
| Лазар Шћекић      | Иван (16)           |
| Кристина Стевовић | Иванова мајка       |
| Небојша Глоговац  | отац Жика           |
| Слобода Мићаловић | болничарка          |
| Симо Требјешанин  | брат Јаков          |